# Augustówek (Warszawa)
Augustówek – osiedle w północno-wschodniej części Warszawy, część osiedla Kobiałka w dzielnicy Białołęka, w okolicy ulic Ruskowy Bród i Mańkowskiej.
Sąsiaduje z osiedlami: Augustów, Mańki-Wojdy, Olesin i Ruskowy Bród.

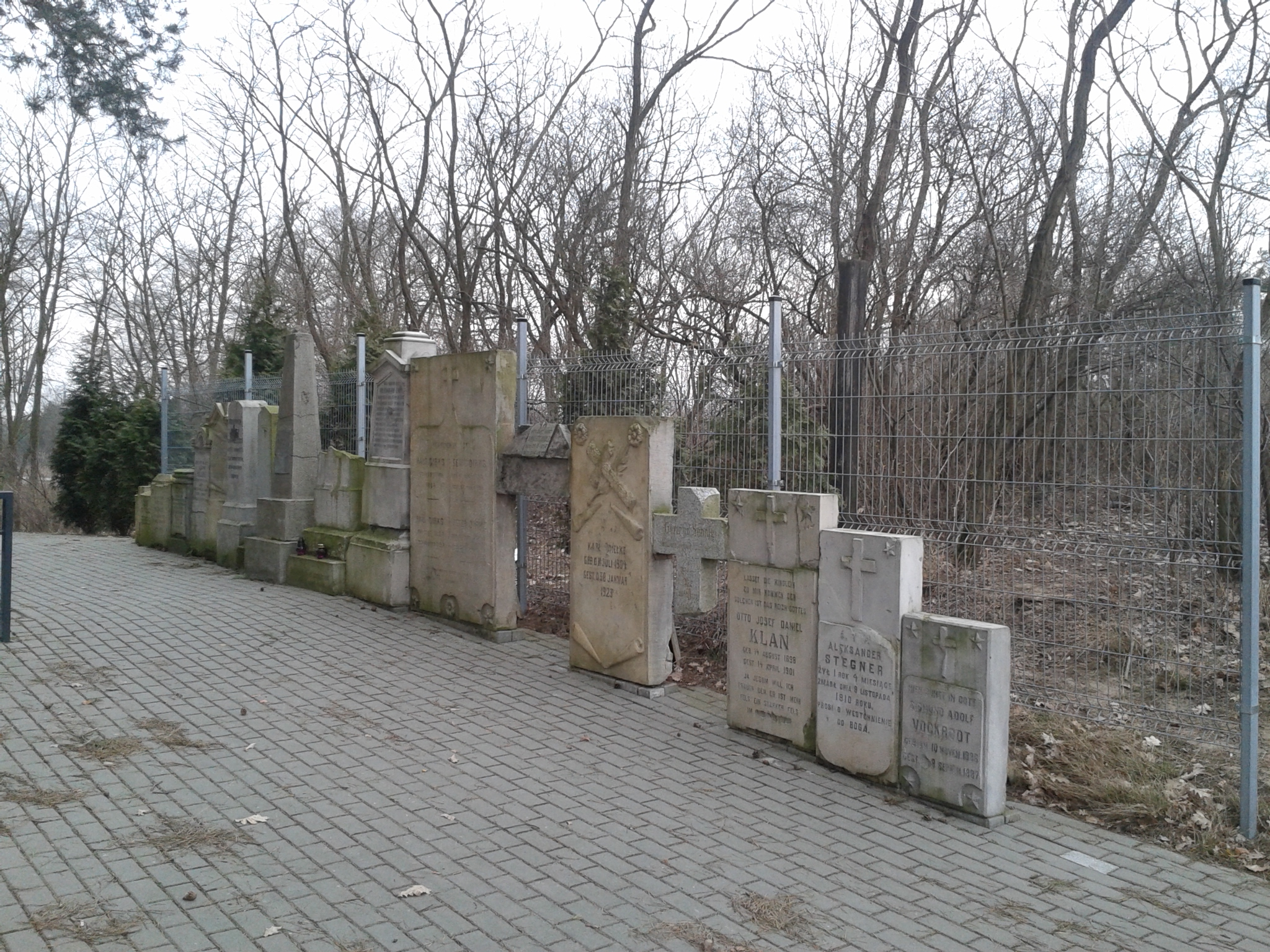
Lapidarium przy cmentarzu ewangelickim przy ul. Ruskowy Bród

Jeszcze w pierwszej połowie XX w. Augustówek był podwarszawską wsią. W 1977 r. z sąsiadującymi wsiami został włączony do Warszawy.
Przy skrzyżowaniu ulicy Ruskowy Bród z ulicą Mańkowską znajdują się ruiny cmentarza kolonistów niemieckich, którzy osiedlali się w tych rejonach w XIX wieku.